# Aigle (Tochter des Panopeus)
Aigle (altgriechisch Αἴγλη Aíglē) ist in der griechischen Mythologie die Tochter des Panopeus, des eponymen Heros der gleichnamigen Stadt im Phokis. 
Nach einem Fragment des Hesiod bei Plutarch verliebte sich Theseus in Aigle und verließ aus diesem Grund Ariadne, was schon Plutarch als wenig ehrenhaft und anständig empfand. Denn damit brach er den Eid, den er Ariadne geschworen hatte.